# Walter Schirra
Walter "Wally" Marty Schirra, Jr. (12. marts 1923 – 3. maj 2007) var en del af den gruppe på syv astronauter NASA valgte til Mercury-programmet, det første amerikanske rumprogram. Shirra var den eneste der fløj i samtlige de tre første rumprogrammer i USA; Mercury-programmet, Gemini-programmet og Apollo-programmet. Han opnåede i alt 295 timer og 15 minutter i rummet. Schirra døde på grund af hjertesvigt.

## Ungdom
Shirra bløv født ind i en flyverfamilie i Hackensack New Jersey. Shirras far, Walter M. Schirra, Sr, var pilot under første verdenskrig og turnerede senere rundt med luftakrobatiske shows sammen med Shirras mor, Florence Leach Schirra, der lavede vovestykker som at gå på vingerne af de fly faderen fløj. Allerede som 15-årig begyndte Shirra selv at flyve til opvisningerne.
Shirra gik på Dwight Morrow High School i Englewood, New Jersey og senere New Jersey Institute of Technology hvor han i 1941 færdiggjorde sin bachelorgrad som flyingeniør.